# Битва при Гавере
Битва при Гавере — сражение произошедшее близ местечка Гавере, расположенного на берегу Шельды в графстве Алст 23 июля 1453 года между армией герцога Бургундии Филиппа III Доброго и восставшими горожанами Гента. Эта баталия стала решающим сражением при подавлении Гентского восстания 1449—1453 годов.
Один из наиболее развитых и цветущих средневековых нидерландских городов, Гент в 1449 году в союзе с соседними городами, восстал против Филиппа Доброго, душившего жителей непомерными налогами. В то время как Филипп стягивал войска из Пикардии, Артуа и Фландрии (около 30 тысяч солдат), гентское ополчение (насчитывающее примерно столько же человек, как и войско Филиппа) перешло границу и приступило к осаде крепости Уденард. Однако осада не удалась, и 24 апреля граф д’Этамп сумел оттеснить ополчение.
Тем временем герцог Бургундский подошёл к Генту и 6 июля начал осаду города, который уже через 2 недели вынужден был сдаться на милость победителя. Гентское ополчение, спешившее на выручку Генту, опоздало совсем немного и 22 июля вступило в бой, но уже в совершенно невыгодных для себя условиях, так как неприятель закрепился на крепостных стенах. И хотя сражение началось для ополченцев весьма благоприятно; им удалось оттеснить бургундскую конницу, но в решающий момент у гентцев взорвались пороховые ящики, и в их рядах их началась паника, которой тут же воспользовался Филипп. Бургундское войско стремительно врезалось в ряды ополчения и практически полностью его уничтожило. По различным оценкам восставшие потеряли только убитыми от 16 до 20 тысяч человек.
Согласно описанию Жоржа Шателена, герцог Филипп выглядел в этой битве так: «Воистину, его тело было защищено так, что ни у кого из людей лучше и быть не могло; также его шлем был увенчан позолоченным цветком лилии очень тонкой работы, с плюмажем… Его конь был большим двойным ронсоном (gros double ronchin) из Германии, удивительно мощный, который хорошо показал себя в этот день. Вооружение /коня/ состояло из красивого наголовника и доспеха-барда для лошади, очень добротно сделанного».
Жители Гента боялись, что герцог разрушит Гент до основания, однако прагматичный Филипп не стал из мести уничтожать город, который приносил в казну очень существенный доход.
За отвагу, проявленную в ходе битвы, Жак де Люксембург-Линьи был посвящён Филиппом в рыцари.
И хотя Гент понёс тяжелейшие потери, мечта о свободе продолжала жить в сердцах горожан, и в 1539 году в городе вспыхнуло новое восстание.